# Trochila laurocerasi
Trochila laurocerasi är en svampart som först beskrevs av Jean Baptiste Desmazières, och fick sitt nu gällande namn av Elias Fries 1849. Trochila laurocerasi ingår i släktet Trochila, ordningen disksvampar, klassen Leotiomycetes, divisionen sporsäcksvampar och riket svampar.   Inga underarter finns listade i Catalogue of Life.